# Metallolophia danielaria
Metallolophia danielaria là một loài bướm đêm trong họ Geometridae.